# Хронологија СФРЈ и СКЈ мај 1966.
Хронолошки преглед важнијих догађаја везаних за друштвено-политичка дешавања у Социјалистичкој Федеративној Републици Југославији (СФРЈ) и деловање Савеза комуниста Југославије (СКЈ), као и општа политичка, друштвена, спортска и културна дешавања која су се догодила у току маја месеца 1966. године.
| ← април | ← април | ← април | ← април | ← април | ← април | ← април | ← април | ← април | Хронологија СФРЈ и СКЈ током 1966. године | Хронологија СФРЈ и СКЈ током 1966. године | Хронологија СФРЈ и СКЈ током 1966. године | Хронологија СФРЈ и СКЈ током 1966. године | Хронологија СФРЈ и СКЈ током 1966. године | Хронологија СФРЈ и СКЈ током 1966. године | Хронологија СФРЈ и СКЈ током 1966. године | Хронологија СФРЈ и СКЈ током 1966. године | Хронологија СФРЈ и СКЈ током 1966. године | Хронологија СФРЈ и СКЈ током 1966. године | Хронологија СФРЈ и СКЈ током 1966. године | Хронологија СФРЈ и СКЈ током 1966. године | Хронологија СФРЈ и СКЈ током 1966. године | Хронологија СФРЈ и СКЈ током 1966. године | Хронологија СФРЈ и СКЈ током 1966. године | јун → | јун → | јун → | јун → | јун → | јун → | јун → |
| 1       | 2       | 3       | 4       | 5       | 6       | 7       | 8       | 9       | 10                                        | 11                                        | 12                                        | 13                                        | 14                                        | 15                                        | 16                                        | 17                                        | 18                                        | 19                                        | 20                                        | 21                                        | 22                                        | 23                                        | 24                                        | 25    | 26    | 27    | 28    | 29    | 30    | 31    |

### 2. мај
- Председник СФРЈ Јосип Броз Тито, од 2. до 7. маја, боравио у посети Уједињеној Арапској Републици (Египат), где је отпутовао 29. априла бродом Галеб. У току посете Тито је водио разговоре са председником УАР Гамалом Абделом Насером о унутрашњем развоју и плановима две земље, као и о међународним питањима, а пре свега о улози несврстаних земаља у међународним односима. Током разговора констатовано је да озбиљна ситуација у свету захтева да све земље уједине у очување мира.[1][2][3]

### 4. мај
- У посети Народној Републици Бугарској, на позив првог секретара Централног комитета Бугарске комунистичке партије Тодора Живкова, боравила делегација Извршног већа Собрања СР Македоније, на челу са председником Николом Минчевим.[1]

### 9. мај
- У посети Немачкој Демократској Републици, на позив Централног комитета Јединствене социјалистичке партије Немачке, боравила делегација Савеза комуниста Југославије, коју је предводио председник комисије ЦК СКЈ за међународне везе Бошко Шиљеговић.[1]

### 10. мај
- У Загребу, 10. и 11. маја одржана Друга конференција Савеза омладине Хрватске на којој се расправљало о улози омладине у провођењу циљева привредне реформе.[1]
- Приликом повратка из Уједињене Арапске Републике председник СФРЈ Јосип Броз Тито посетио Шибеник, Водице и Задар. Током боравка у Шибенику обишао је Фабрику лаких метала „Борис Кидрич”.[2][4]

### 11. мај
- У Бриселу одржано финале Лиге шампиона 1965/66. између ФК Реал Мадрида и ФК Партизана, која је завршена резултатом 2:1 за Реал Мадрид.

### 13. мај
- У Титограду одржана Друга конференција Савеза омладине Црне Горе на коме је истакнута друштвена потреба и захтев да млади произвођачи треба да буду носиоци развоја самоуправљања, веће продуктивности, награђивања према раду и неговању хуманих међуљудских односа у радним организацијама. Главни реферат на Конференцији поднео је председник Савеза омладине Бранко Костић.[5]

### 16. мај
- У Београду одржана Пета пленарна седница Централног комитета Савеза комуниста Србије на којој су анализиране активности и задаци СК Србије у спровођењу Трећег пленума ЦК СКЈ. Разматран је и извештај о раду Извршног комитета ЦК СКС између Треће и Пете пленарне седнице, као и неке критичке оцене рада руководства и организација СК Србије у погледу закључака Трећег пленума ЦК СКЈ. Реферат Савез комуниста Србије у остваривању реформе и закључака Треће седнице ЦК СКЈ поднео је политички секретар ЦК СК Србије Јован Веселинов.[5]
- У посети Југославији, од 16. до 22. маја, боравио државни секретар за иностране послове Туниса Хабиб Бургиба (син председника Хабиба Бургибе). Приликом посете Бургиба имао је сусрете са државним секретаром иностраних послова СФРЈ Марком Никезићем и генералним секретаром Савезног одбора ССРНЈ Милентијем Поповићем, а 19. маја га је примио председник СФРЈ Јосип Броз Тито.[5][6]

### 17. мај
- У посети Народној Републици Бугарској, на позив Бироа Народног собрања, боравила делегација Савезне скупштине, коју је предводио потпредседник Скупштине Мијалко Тодоровић. Југословенску делегацију примили су председник Президијума Народног собрања Георги Трајков и председник Министарског савета Тодор Живков, а у разговору са њима констатована је потреба за ближим повезивањима Југославије и Бугарске како у трговинској размени, тако и у области кооперације и поделе рада, а такође у индустрији и пољопривреди.[5]

### 24. мај
- У посети Совјетском Савезу, од 24. до 31. маја, на позив министра иностраних послова Андреја Громика, боравио државни секретар за иностране послове СФРЈ Марко Никезић. У току посете, Никезић је имао сусрете са генералним секретаром ЦК КПСС Леонидом Брежњевим, председником Врховног совјета СССР Николајем Подгорним, председником Министарског савета СССР Алексејем Косигином и министром иностраних послова Андрејем Громиком, са којима је водио разговоре о југословенско-совјетским односима и актуелним међународним проблемима.[5]

### 25. мај
- Свечаном приредбом тзв. „слетом“ на стадиону „ЈНА“ у Београду прослављен Дан младости и 74-и рођендан Јосипа Броза Тита. „Штафета младости“ која је ове године кренула из Рудог, места у ком је 1941. формирана Прва пролетерска ударна бригада, прешла је пут дуг преко 8.500 километара. Први носилац штафете био је омладинац Срђан Тешевић, а у даљем ношењу штафете учествовало је око 200.000 учесника. Последњи носилац штафете, који је предао Титу био је поручник-пилот РВО и ПВО Мирко Анжел.[7][8][9]

### 29. мај
- У посети Чехословачкој, на позив Централног комитета Комунистичке партије Чехословачке, боравила делегација Савеза комуниста Југославије, коју је предводио члан Извршног комитета ЦК СКЈ Петар Стамболић. Делегација СКЈ је присуствовала 13. конгресу КП Чехословачке, који је одржан од 31. маја до 4. јуна.[5]

### 30. мај
- У посети Југославији, од 30. маја до 2. јуна, на позив председника СФРЈ и генералног секретара ЦК СКЈ Јосипа Броза Тита, боравио први секретар Централног комитета Мађарске социјалистичке радничке партије Јанош Кадар и члан Политбироа и генерални секретар Земаљског савета синдиката Мађарске Шандор Гашпар. У току посете, Кадра и Гашпара је у вили на Бледу примио Јосип Броз Тито са којим је размотрена међународна ситуација и билатерални односи између две земље.[5][10][11]